# Providencia (kommun i Chile)
Providencia är en kommun i Chile.   Den ligger i provinsen Provincia de Santiago och regionen Región Metropolitana de Santiago, i den mellersta delen av landet. Antalet invånare är 120 874. Arean är 14,4 kvadratkilometer.